# Garlepp-Maus
Die Garlepp-Maus (Galenomys garleppi) ist eine in Südamerika lebende Nagetierart aus der Gruppe der Neuweltmäuse.
Diese Nagetiere haben einen stämmig gebauten Körper mit großen Ohren. Sie erreichen eine Kopfrumpflänge von 10 bis 12 Zentimetern, der Schwanz ist mit 4 bis 5 Zentimetern sehr kurz. Das Gewicht beträgt rund 60 Gramm. Das Fell ist an der Oberseite gelbbraun gefärbt, die Unterseite und die Füße sind weißlich.
Garlepp-Mäuse sind im Altiplano im südlichen Peru, dem westlichen Bolivien und dem nordöstlichen Chile beheimatet. Sie leben in Höhen von 3800 bis 4500 Metern. Bislang sind nur fünf Exemplare gefunden worden, dementsprechend unbekannt ist ihre Lebensweise. Die IUCN listet sie als nicht gefährdet, diese Angabe ist jedoch veraltet.
Systematisch dürfte die Garlepp-Maus nahe mit den Großohrmäusen (Auliscomys) verwandt sein.
Die Erstbeschreibung erfolgte 1898 durch den britischen Zoologen Oldfield Thomas, der die Art zu Ehren des Sammlers Gustav Garlepp (1862–1907) benannte.